# Durnes
Durnes är en kommun i departementet Doubs i regionen Bourgogne-Franche-Comté i östra Frankrike. Kommunen ligger i kantonen Ornans som tillhör arrondissementet Besançon. År 2022 hade Durnes 198 invånare.

## Befolkningsutveckling
Antalet invånare i kommunen Durnes
Referens:INSEE